# George Young
George Redburn Young (født 6. november 1946 i Glasgow, Skotland, død 22. oktober 2017) var en australsk musiker, sangskriver og pladeproducer, mest kendt som medlem af popgruppen The Easybeats i 60'erne og som et af to oprindelige medlemmer af popgruppen Flash and the Pan i 70'erne. Han var endvidere medforfatter til de internationale hit "Friday on My Mind" og "Love Is In The Air", ligesom han producerede en række album for hård rock-bandet AC/DC. George Youngs brødre Malcolm og Angus Young spillede begge i AC/DC; Malcolm indtil 2014. Han døde få uger efter Georges død. I en kort periode optrådte George Young også som bassist i AC/DC i begyndelsen af deres karriere.